# 灰斑鸠
灰斑鸠（学名：Streptopelia decaocto），俗称灰鸽子，是鸟类世界中最大的种群之一， 原分布於暖温带地区的欧洲部分地区、中亚、中国和缅甸，是一种留鸟。
灰斑鸠成鸟体长约32 cm，全身灰褐色且背部颜色比其他部位深，翅膀上有蓝灰色斑块，尾羽尖端为白色，颈后有黑色颈环，环外有白色羽毛围绕。这种鸟有着红色的短腿和黑色的喙。 虹膜是红棕色的，但远看像是黑色，这是由于瞳孔相对较大，黑色的瞳孔周围只能看到一小圈红棕色。

## 习性

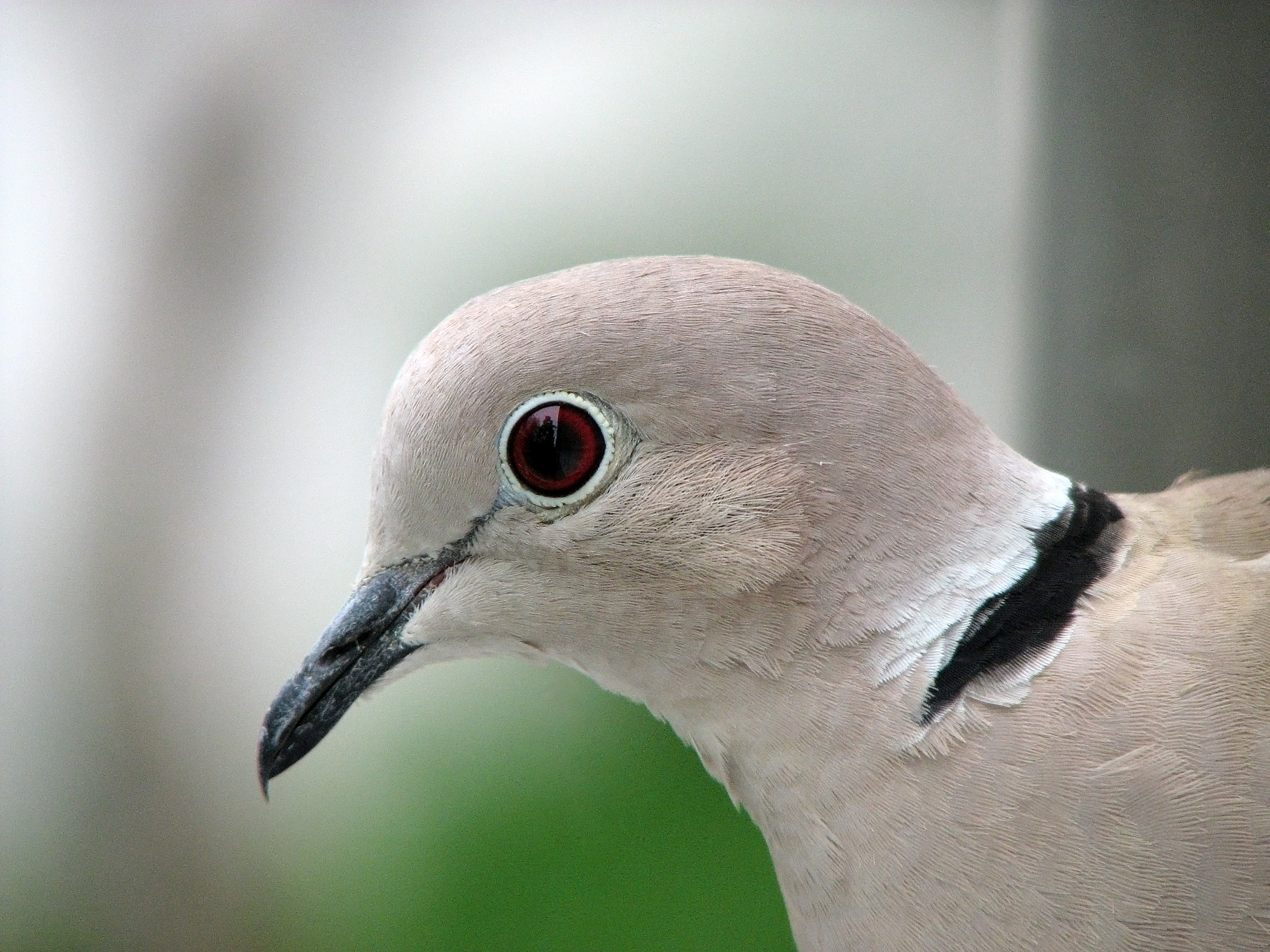
灰斑鸠近距离照

成年灰斑鸠在树上筑巢，在树枝编织的巢中产下白色的蛋。孵化需要14－18天，幼鸟在15－19天後会羽翼丰满。这种鸟对人类并不戒备，在人类的居住区周围经常能发现它们。
灰斑鸠是群居物种，在谷类等食物充足的地方会形成相当大的群落。灰斑鸠的叫声是“咕咕－咕”，第二声较重，并重复多次。因为它的叫声听起来像是希腊语的decaocto（十八），因此得到这个学名。偶尔它也会发出大约2秒钟的巨大刺耳而又呆板空洞的鸣叫声，特别是在夏季着陆时。
灰斑鸠和粉头斑鸠（Streptopelia roseogrisea）被论证是家养环鸽（Streptopelia risoria）的野生祖先。其中一个原因是此种鸟可以与环鸽交配并繁殖。

## 分布与扩张
灰斑鸠在中国相当常见，指名亚种（S. d. decaocto）分布於华北和四川，亚种S. d. stoliczkae分布於新疆喀什和天山地区，亚种S. d. xanthocyclus作为迷鸟偶然出现在安徽、福建福州和云南。
灰斑鸠在20世纪时遍及欧洲全境，1953年首次到达最西端大不列颠岛，1956年首次在英国大量繁殖，不久之后到达爱尔兰岛。灰斑鸠也栖息于北極圈北部的斯堪的纳维亚。
1970年代灰斑鸠被引入巴哈马，1982年传播到美国佛罗里达州。这种鸟在北美的聚集地仍是墨西哥湾沿岸，南至墨西哥韋拉克魯斯州，西至加利福尼亚州，北至加拿大不列颠哥伦比亚和五大湖。其对本土物种的影响仍是未知的；它们似乎占据了哀鸽和原鸽间的生态位；一些情况表明其扩张代表了旅鴿灭绝所留下的生态位被其占用。
灰斑鸠在日本的扩张，有一种说法是江户時代引入家养，放生后成为当地的野生动物。当时灰斑鸠的栖息地是在関東地方東北部（千葉縣北部、茨城縣西北部、埼玉縣東部）一片不大的区域，因此灰斑鸠被指定为日本自然遺產。近期确认群馬縣南部也有灰斑鸠栖息。
在新西兰 奥克兰地区亦有发现。

## 图集

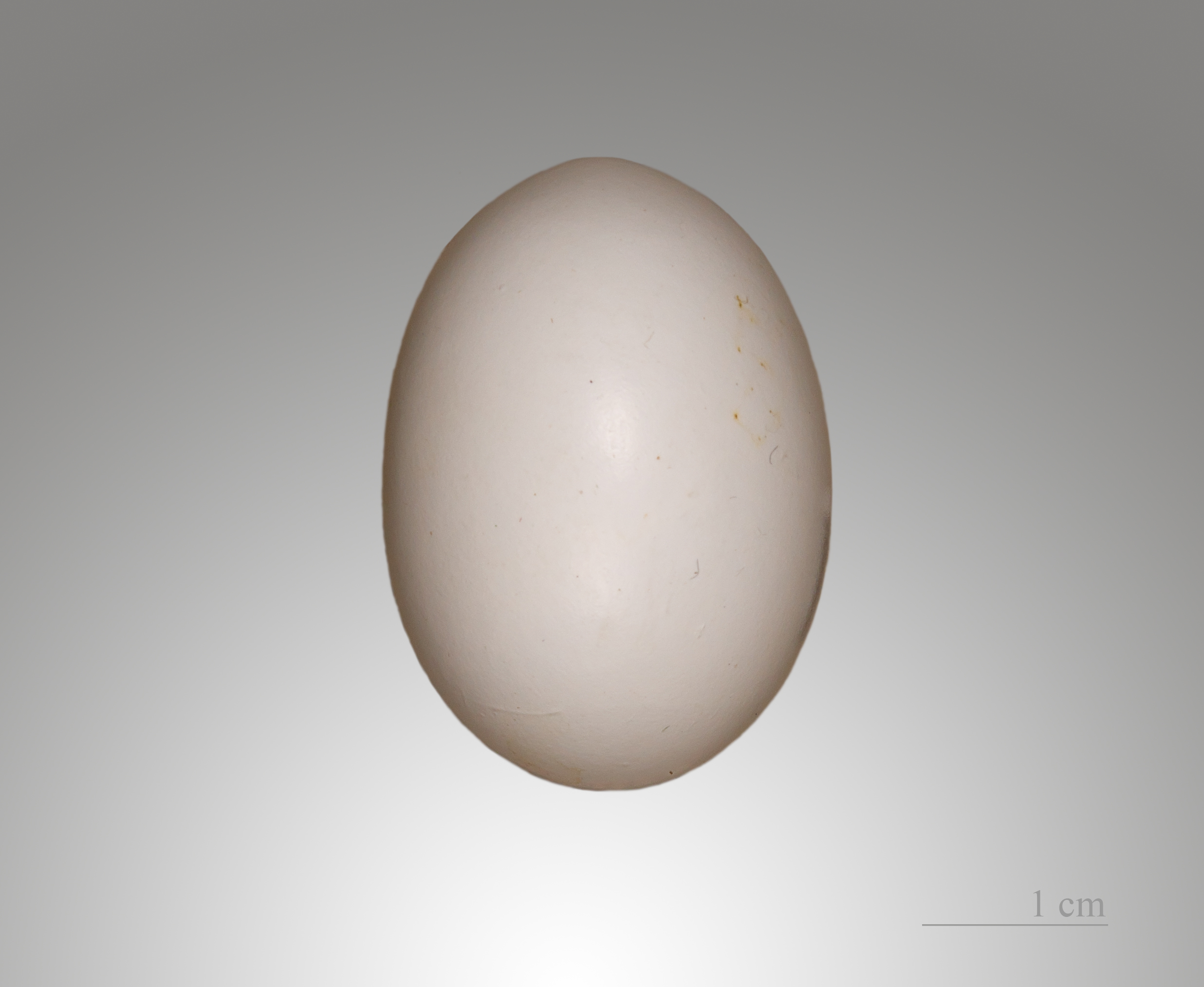
灰斑鸠的蛋
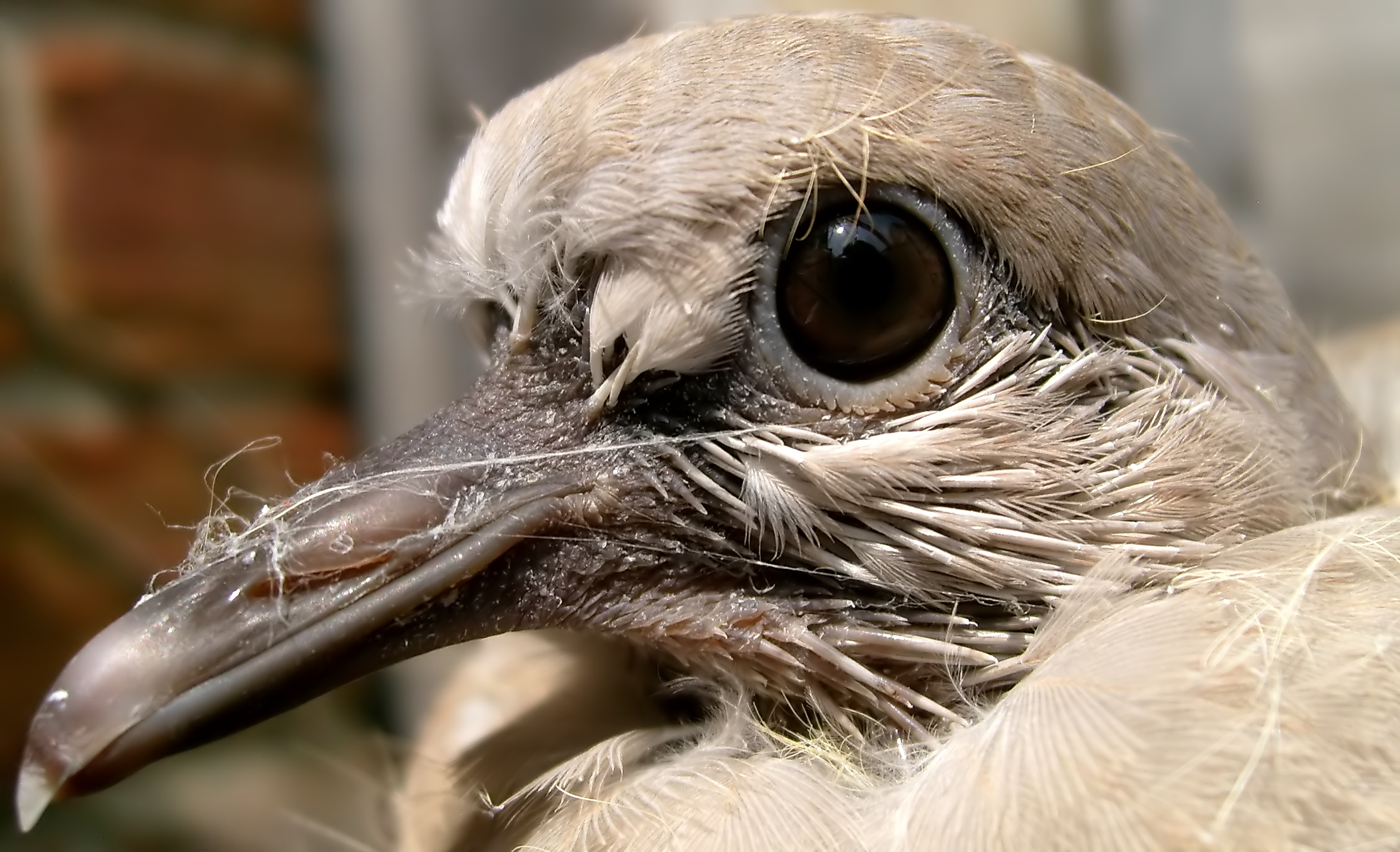
灰斑鸠幼鸟
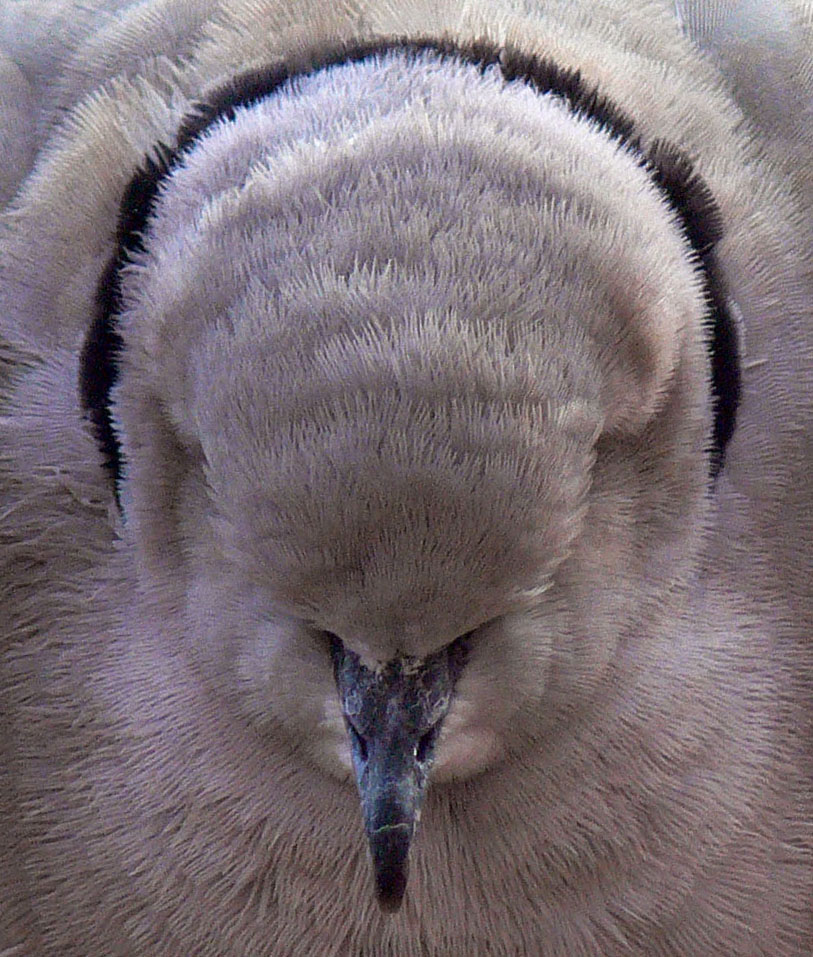
俯视灰斑鸠
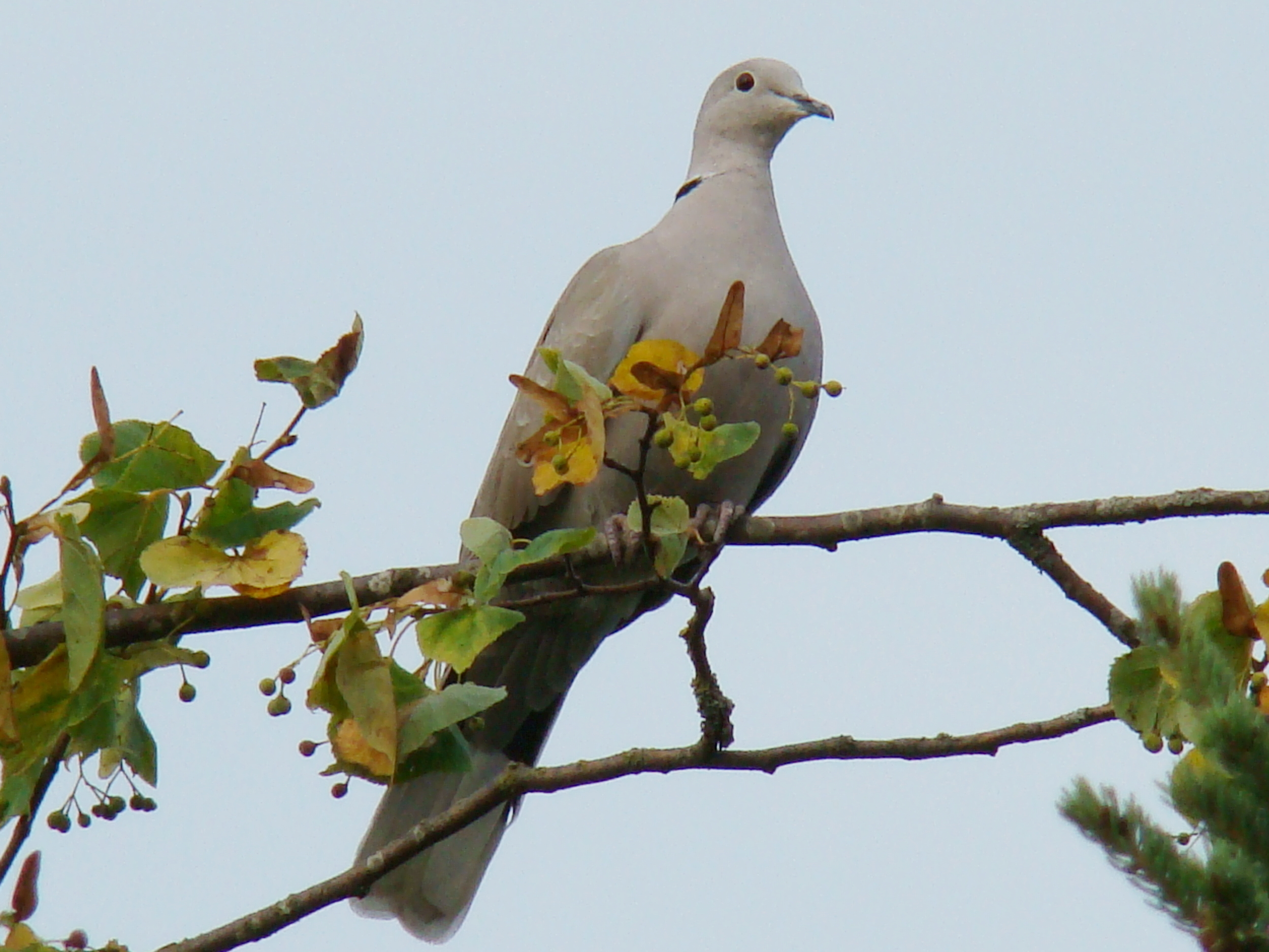
拍摄於立陶宛
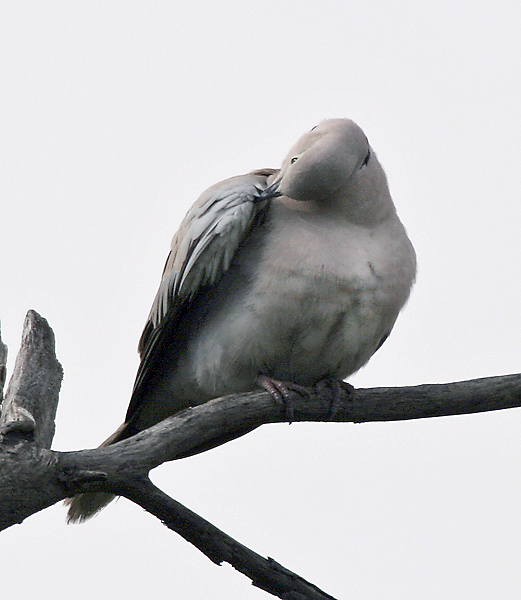
拍摄於印度哈里亚纳邦古爾岡区苏尔坦普尔国家公园（英语：Sultanpur National Park）。
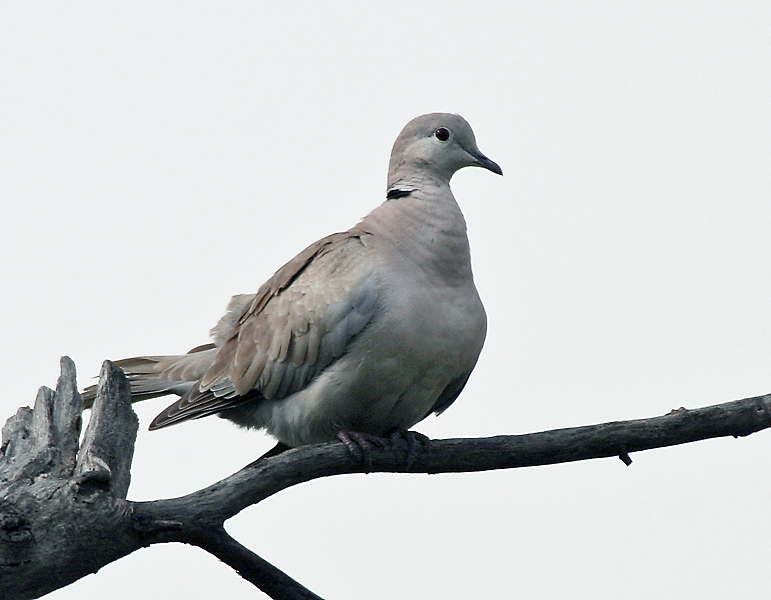
拍摄於印度哈里亚纳邦古爾岡区苏尔坦普尔国家公园（英语：Sultanpur National Park）。
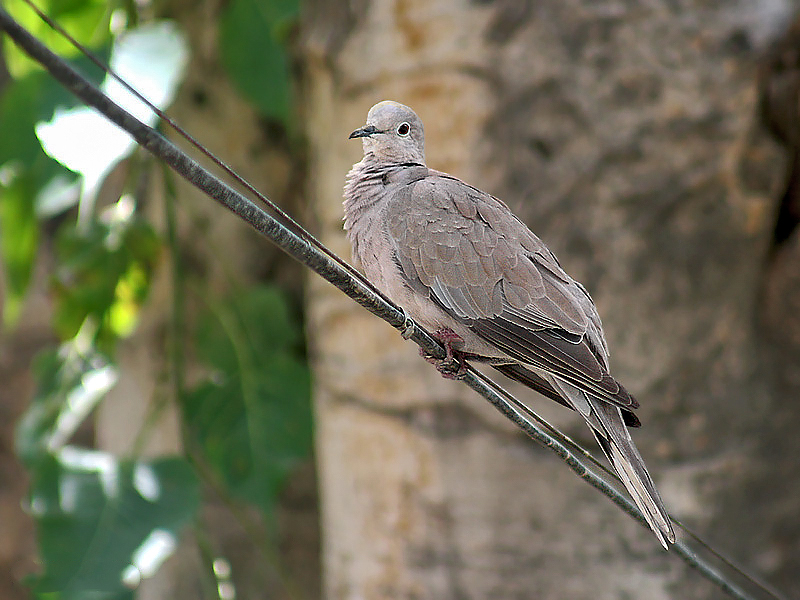
拍摄於印度旁遮普邦阿姆利则市区瓦加。
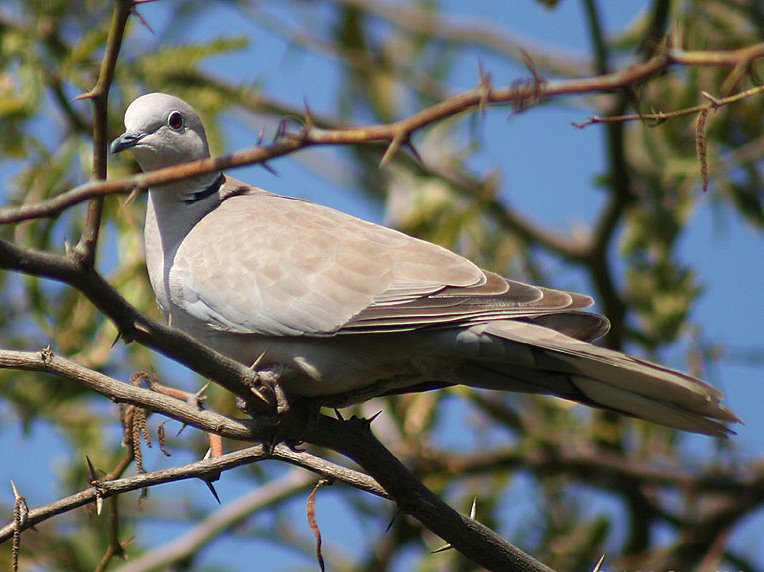
拍摄於印度哈里亚纳邦法里達巴德市区霍达尔（英语：Hodal）。
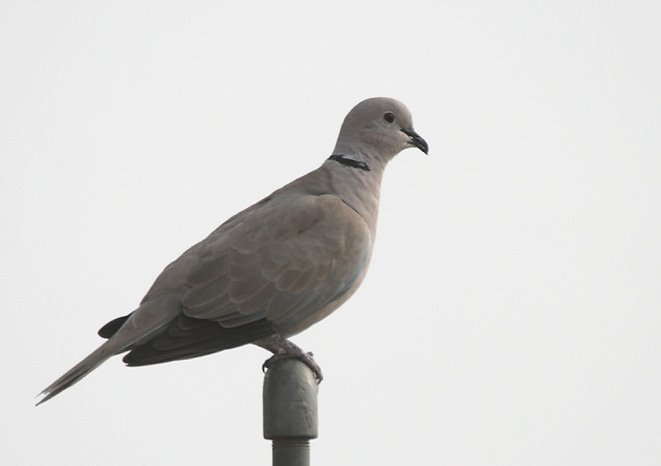
拍摄於印度哈里亚纳邦法里達巴德市区霍达尔（英语：Hodal）。
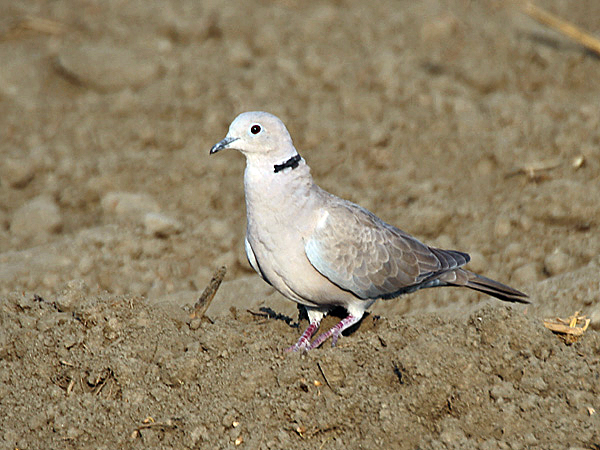
拍摄於印度哈里亚纳邦法里達巴德市区霍达尔（英语：Hodal）。
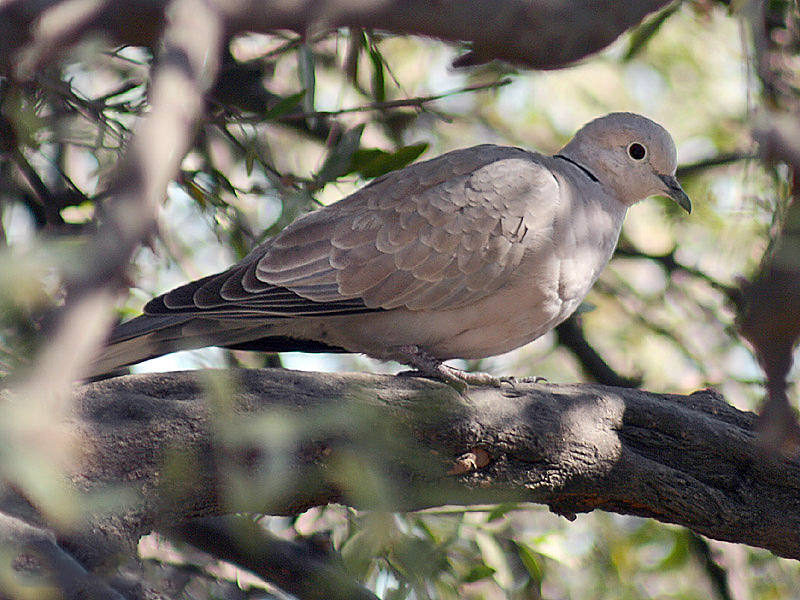
拍摄於印度哈里亚纳邦法里達巴德市区霍达尔（英语：Hodal）。
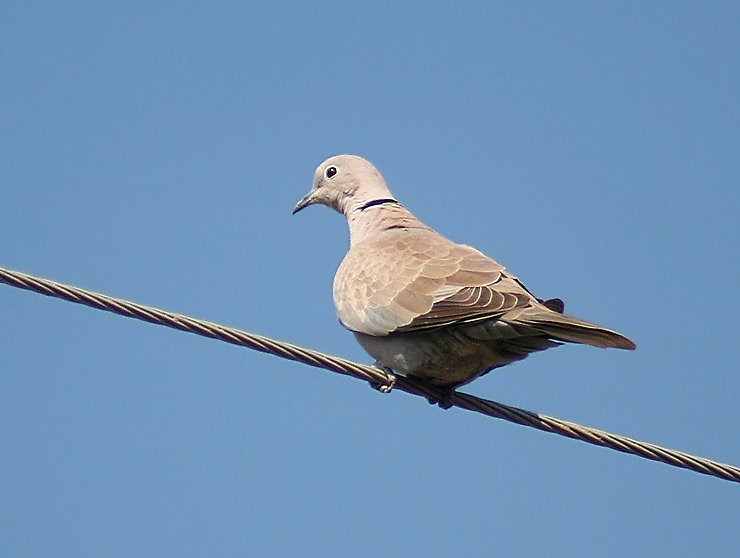
拍摄於印度哈里亚纳邦法里達巴德市区霍达尔（英语：Hodal）。

## 鸟类DNA分类系统
- 雀总目 Passerimorphae
  - 鸽形目 Columbiformes
    - 鸠鸽科 Columbidae